# Kent City
Kent City är en ort (village) i Kent County i Michigan. Vid 2020 års folkräkning hade Kent City 1 262 invånare.